# Trận Balikpapan (1942)
Trận Balikpapan lần thứ nhất diễn ra vào ngày 23-25 tháng 1 năm 1942, ngoài khơi thị trấn sản xuất dầu lớn và cảng Balikpapan, trên đảo Borneo, thuộc Đông Ấn Hà Lan. Sau khi chiếm được hầu hết các mỏ dầu bị phá huỷ tại Tarakan, quân đội Nhật Bản gửi tối hậu thư cho người Hà Lan rằng họ sẽ bị xử tử nếu họ phá huỷ các mỏ dầu ở đó, nhưng vô ích.
Sau khi phá huỷ các mỏ dầu, các lực lượng Hà Lan rút lui vào đất liền, chiếm các vị trí trong và xung quanh sân bay Samarinda II, trong khi quân Nhật đổ bộ và chiếm giữ các nhà máy lọc dầu cũng bị phá huỷ. Không lâu sau đó, một lực lượng đặc nhiệm hải quân Mỹ đã phục kích đoàn tàu vận tải đổ bộ và đánh chìm nhiều tàu vận tải, nhưng cuối cùng họ đã thất bại trong việc ngăn chặn người Nhật nhanh chóng chiếm đóng Balikpapan.

## Hoàn cảnh
Trước chiến tranh, Balikpapan là một trung tâm quan trọng đối với các doanh nghiệp kinh tế Hà Lan ở Borneo. Trong thành phố, có 2 nhà máy chế biến dầu thô, một nhà máy parafin và dầu bôi trơn, một nhà máy nứt, một nhà máy axit sulfuric và một nhà máy lọc dầu quý, một nhà máy thiếc và thùng dầu và một số xưởng. Quan trọng nhất, Balikpapan có một nhà máy lọc dầu với một tổ hợp các bể chứa dầu mỏ có thể chứa gấp 8 lần so với tại Tarakan, sử dụng tới 7,000 công nhân bản địa và 100 nhà tuyển dụng châu Âu, những người sản xuất tới một triệu tấn dầu mỗi năm trước chiến tranh.
Khi người Hà Lan bắt đầu dự tính khả năng xâm lược quân sự của Nhật Bản, họ bắt đầu tăng cường phòng thủ để bảo vệ các cơ sở. Năm 1924, một biệt đội gồm 6 lữ đoàn bộ binh đã đóng quân để bảo vệ các mỏ dầu Balikpapan, cũng như Semboja và Sanga Sanga (được hỗ trợ bởi 3 lữ đoàn bổ sung từ Samarinda).
Cũng giống như đơn vị tại Tarakan, quân đội từ Java sẽ tăng cường cho biệt đội Balikpapan nếu một tình huống đe doạ xảy ra. Năm 1933, một bộ tham mưu tiểu đoàn và 2 đại đội đã được gửi đến để tăng cường phòng thủ Balikpapan, khi căng thẳng ở Thái Bình Dương đang âm ỉ vào thời điểm đó. Sau 4 tháng, quân tiếp viện trở lại Java. Sau đó, sức mạnh của đơn vị tại Balikpapan đã giảm xuống còn một tiểu đoàn bộ binh duy nhất.
Trong kế hoạch chinh phục Đông Ấn Hà Lan của Nhật Bản, Balikpapan coi cả ý nghĩa chiến lược và chiến thuật là mục tiêu. Về mặt chiến lược, nhà máy lọc dầu của nước này rất quan trọng đối với ngành sản xuất dầu mỏ của Nhật Bản; Bằng cách chiếm đóng, Nhật Bản có thể tiếp cận trực tiếp đến các mỏ dầu lớn trong nội địa Borneo. Về mặt chiến thuật, thành phố cũng sở hữu cả bến cảng và sân bay (Manggar) rất quan trọng đối với việc Nhật Bản chiếm đóng miền nam Borneo và Java.

## Lực lượng hai bên
Bài chi tiết: Lực lượng hai bên trong Trận Balikpapan (1942).

## Kế hoạch của Hà Lan
Quân đồn trú Hà Lan ở Balikpapan được lệnh bảo vệ thành phố, đặc biệt là các nhà máy lọc dầu chống lại một cuộc đảo chính và tham gia vào một hành động trì hoãn để có thời gian thực hiện việc phá huỷ các cơ sở. Một khi rõ ràng rằng thành phố sẽ rơi vào tay kẻ thù, quân đội phải tiến hành một cuộc chiến tranh du kích ở vùng nội địa. Đối với khoảng thời gian phá huỷ các cơ sở, biệt đội phá dỡ Hà Lan phân bố lần lượt 3 giờ và 8 giờ cho Balikpapan và Sambodja. Tuy nhiên, cuộc tập trận phá huỷ cho thấy sẽ mất nhiều thời gian hơn nếu việc phá huỷ được thực hiện phù hợp.
Để chuẩn bị phòng thủ, van den Hoogenband đã thiết lập một vị trí phòng thủ tại Klandasan để chặn con đường từ sân bay Manggar đến thành phố. Một tuyến phòng thủ thứ hai được đặt xung quanh đài phát thanh (vị trí vô tuyến), với một phòng tuyến thứ ba (vị trí Rapak) được xây dựng để yểm trợ cho cuộc rút lui vào vùng nội địa cho chiến tranh du kích.
Để ngăn chặn cuộc đổ bộ của đối phương, các tàu rải mìn của Hải quân Hà Lan (Koninklijke Marine) Gouden Leeuw, Eland Dubois và Soemenep đã đặt một hàng rào gồm 290 quả mìn xung quanh các lối tiếp cận vịnh Balikpapan từ tháng 9 năm 1939 đến tháng 12 năm 1941.
Để cuối cùng, để chuẩn bị cho chiến dịch du kích, van den Hoogenband đã thiết lập các trại sơ tán có thể chứa khoảng 3,000 người cách Balikpapan khoảng 6 đến 9 km. Ngay sau khi Tarakan thất thủ, ông đã sơ tán thường dân Balikpapan đến các trại này. Ngoài ra, các kho thực phẩm cũng được xây dựng trên bờ sông cứ sau 10 km từ thành phố và gần các trạm bơm dầu ở sông Wain và Mentawir để duy trì quân đội trong chiến dịch du kích.

## Kế hoạch của Nhật Bản
Khi việc chiếm giữ Tarakan diễn ra nhanh hơn thời gian biểu dự đoàn của họ, Biệt đội Sakaguchi và Đơn vị Tấn công phía Tây đã dời ngày tiến chiếm Balikpapan. Mệnh lệnh của họ là:
1. Kẻ thù sẽ được liên lạc và tiêu diệt trong khi nỗ lực rất có thể sẽ được thự hiện để ngăn chặn sự phá huỷ các cơ sở lọc dầu. Sân bay, sau khi chiếm được, sẽ được sử dụng cho cuộc xâm lược Java. Đơn vị tấn công sẽ hợp tác trong việc bảo trì sân bay.
2. Lực lượng chính ngay khi đổ bộ xuống vùng lân cận sân bay sẽ chiếm được nó. Đồng thời một bộ phận của nhóm sẽ bí mật đi lên sông bên dưới cảng và thực hiện một cuộc tấn công bất ngờ vào hậu phương của kẻ thù để phá vỡ sự kháng cự có tổ chức của đồn binh địch. Càng nhiều càng tốt, họ sẽ ngăn chặn sự phá huỷ các cơ sở lọc dầu.
3. Sau khi chiếm được Balikpapan, khu vực mỏ dầu Sanga Sanga sẽ được dọn dẹp và bảo vệ.
4. Việc chuẩn bị sẽ được thực hiện để biến Balikpapan thành trung tâm quản lý quân sự ở Nam Borneo.

Mặc dù thời gian đã đi trước thời gian biểu, hoạt động xuống tàu và xây dựng để đảm bảo sự sẵn sàng của sân bay Tarakan đã đạt được rất ít tiến bộ. Trì hoãn khả năng sử dụng sân bay làm căn cứ cho cuộc tấn công Balikpapan, Nishimura và Sakaguchi cuối cùng đã đồng ý hoãn cuộc đổ bộ lên Balikpapan từ ngày 21-24 tháng 1. Tuy nhiên, vì việc trì hoãn không dành đủ thời gian để sẵn sàng sân bay Tarakan cho việc sử dụng máy bay vận tải, kế hoạch tấn công Balikpapan bằng lính dù đã bị loại bỏ.
Lo ngại rằng những người bảo vệ Hà Lan có ý định phả huỷ các mỏ dầu ở Balikpapan để ngăn chặn việc chiếm giữ nó, người Nhật đã lên kế hoạch thả một số tù binh Hà Lan, với một thông điệp cảnh báo rằng một cuộc trả thù nhanh chóng sẽ rơi vào những người bảo vệ và dân thường, nếu họ phá huỷ các nhà máy lọc dầu.

## Trận chiến

### Tối hậu thư và phá huỷ (16-20 tháng 1)
Để đưa ra tối hậu thư nói trên cho lực lượng phòng thủ, Sakaguchi đã giao nhiệm vụ cho Đại uý Gerard Reinderhoff, cựu tham mưu trưởng của chỉ huy đồn trú Tarakan, Trung tá Simon de Waal và Đại uý Anton Colijn, quản lý công ty dầu BPM ở Tarakan, quân nhân dự bị KNIL và là con trai cựu thủ tướng Hà Lan Hendrikus Colijn. Vào sáng ngày 16 tháng 1, họ khởi hành đến Balikpapan trên chiếc thuyền buồm Parsifal bị chiếm giữ cùng với một thuyền trưởng người Indo và ba thông dịch viên Nhật Bản (các nguồn khác cho biết hai trung uý hải quân Nhật Bản và hai thuỷ thủ; những người khác đề cập đến ba thông dịch viên Nhật Bản và hai sĩ quan cảnh sát Indonesia).
Hai thuỷ phi cơ Dornier Do-24 thuộc Phi đội GVT.4 của MLD đã nhìn thấy Parsifal, treo cờ Nhật Bản vào ngày 19 tháng 1. Các nguồn khác nhau chỉ ra rằng Colijn và Reinderhoff hoặc chế ngự hoặc lừa dối những kẻ bắt giữ họ-một số tài khoản cho rằng người Nhật đã say rượu-và tìm cách nhốt họ trong một cabin. Colijn sau đó ngay lập tức xé bỏ cờ hiệu Nhật Bản, trong khi Reinderhoff vẫy cờ Hà Lan. Vì biển động quá lớn để có thể đổ bộ, Dornier cất cánh và quay trở lại vào ngày hôm sau. Dornier quay trở lại và hạ cánh vào sáng hôm sau, đón Colijn và Reinderhoff và đưa họ đến Balikpapan, nơi họ gửi tối hậu thư trực tiếp cho van den Hoogenband.
van den Hoogenband không lãng phí thời gian và ngay lập tức ra lệnh cho đội phá dỡ bắt đầu phá huỷ tất cả các giếng dầu, nhà máy lọc dầu và cơ sở cảng ở Balikpapan. Sự huỷ diệt đã thực sự bắt đầu vào ngày 18 tháng 1. Tại các mỏ dầu Louise nằm ở phía bắc Balikpapan, các đội phá dỡ của Hà Lan đã tháo dỡ ống giếng dầu, cắt xuống độ sâu 15 m, sau đó được thả xuống các lỗ cùng với piston bơm và thanh phụ kiện. Để hoàn thành công việc, các vật liệu như bu lông, đai ốc và mũi khoan hạng nặng đã được ném sau chúng. Cuối cùng, một hộp thiếc chứa bốn mảnh thuốc nổ TNT đã được ném vào để phá huỷ các dây vỏ. Trong vòng vài ngày, "tất cả các động cơ, máy bơm, máy phát điện và turbin đã bị nổ tung".
Tại Balikpapan, các nồi hơi và nồi hơi đầu tiên bị đắm, mất khoảng một ngày rưỡi; khoảng ba mươi giờ "đốt lò nặng" được yêu cầu để làm sập vỏ của các máy chưng cất, sau đó các đội đã phá huỷ các nồi hơi trong năm đến tám giờ. Việc phá huỷ các cơ sở sau đó tiếp tục trên toàn khu vực và tại chính cảng. Đầu tiên, các đội đốt cầu cảng bằng cách bao quanh các kênh bằng dầu cháy từ các thùng xăng bốc cháy. Sau đó, họ cho nổ tung các nhà máy; Nhà máy sáp parafin, kho chứa thùng phuy dầu bôi trơn, trạm bơm nước mặn đều được kích hoạt. Một nhà máy thiếc mới được xây dựng trong nhà máy Pandansari cũng bị thiêu rụi. Các nỗ lực phá huỷ kết thúc với việc xoá xổ các phòng thí nghiệm, bãi xe tăng và nhà máy điện, với chuỗi vụ nổ làm vỡ cửa kính khắp thị trấn. Đến tối ngày 20 tháng 1, ngọn lửa từ các vụ phá huỷ có thể được nhìn thấy cách đó hơn 100 km.

### Triệt thoái (20-23 tháng 1)
Từ giữa tháng 1 năm 1942, nhân viên BPM và dân thường còn sót lại bắt đầu được không vận ra khỏi Balikpapan. Sau khi Tarakan thất thủ, 3 chiếc Lockheed Lodestars từ ML-KNIL và một chiếc DC-2 từ KNILM đã đóng quân tại Surabaya để thực hiện các chuyến bay tiếp tế và sơ tán. Hàng trăm người sơ tán đã được đưa đến Surabaya từ sân bay Manggar, cũng như sân bay Oelin gần Banjarmasin. Tuy nhiên, từ ngày 20 tháng 1, việc sơ tán khỏi thành phố chỉ có thể thực hiện được bằng thuỷ phi cơ. Để tránh bị trả thù, các kỹ sư BPM và KNIL đã thực hiện việc phá huỷ, cũng như Colijn và Reinderhoff, cũng đã được sơ tán. Vào đêm 20 tháng 1, hai sĩ quan, cùng với 25 người di tản khác đã rời đi Java. Đồng thời, BPM đã gửi một chiếc Grumman Goose để sơ tán các quan chức và nhân viên công ty của họ, lần cuối cùng được thực hiện vào ngày 23 tháng 1.
Vào đêm đó, MLD cũng bắt đầu các chuyến đi sơ tán, bắt đầu với hai chiếc Dorniers thuộc Phi đội GVT.4 thực hiện các chuyến đi qua lại giữa Balikpapan và Surabaya. Họ đã sơ tán chỉ huy hải quân của cảng thành phố và nhân viên của ông, cũng như các đội phá huỷ đã phá huỷ địa điểm khoan Samboja. Trong lượt sơ tán tiếp theo vào ngày 22 tháng 1, thêm 2 chiếc Dorniers gia nhập đoàn tàu vận tải, nhưng chỉ có 2 chiếc đổ bộ lên sông Wain và sơ tán 58 nhân viên BPM của đội phá dỡ và nhân viên mặt đất MLD còn lại. Bất chấp những lo ngại về thời tiết xấu và nhiên liệu, các máy bay đã tìm cách hạ cánh xuống Surabaya. Trong số hai chiếc Dorniers khác, một chiếc phải quay trở lại vì thời tiết xấu, trong khi chiếc còn lại bị rơi và phát nổ khi cố gắng hạ cánh xuống Sungai Wain, giết chết 4 trong số 5 phi hành đoàn. Trong suốt quá trình sơ tán, những đám cháy rực rỡ từ thị trấn đã giúp hướng dẫn các máy bay vào, vì chúng có thể nhìn thấy cách đó một giờ bay.
Phần còn lại của đội phá dỡ, 87 người châu Âu và 10 người Indo từ BPM và các công ty khác, được hỗ trợ bởi 140 người khuân vác Indo, đã hành quân đến Banjarmasin. Khi quân Nhật cắt đứt tuyến đường, những người khuân vác bỏ chạy và nhóm quyết định chia thành các nhóm nhỏ hơn sẽ cố gắng tiếp cận Samarinda II theo tốc độ của riêng họ. Nhóm lớn nhất cuối cùng đã đến sân bay vào cuối tháng 2 và được sơ tán đến Java và một nhóm khác đến sân bay vào ngày 8 tháng 3, khi Hà Lan đầu hàng. Từ phần còn lại của các nhóm nhỏ, một số đến Banjarmasin bằng perahus (thuyền), hai nhóm đến Java sau khi đầu hàng và một nhóm đến Lombok. Tuy nhiên, cũng có những người bị quân Nhật bắt và giết. Tổng cộng, trong số 87 người châu Âu, 41 người sống sót.

### Hạm đội đánh chặn (21-23 tháng 1)
Lúc 17:00 ngày 21 tháng 1, hạm đội đổ bộ Nhật Bản gồm một tuần dương hạm hạng nhẹ, 10 khu trục hạm, 4 tàu quét mìn, 3 tàu săn ngầm, 3 tàu tuần tra và 16 tàu vận tải rời Tarakan đi Balikpapan. Một chiếc MLD Dornier đã phát hiện ra hạm đội cùng ngày hôm đó, nhưng những đám mây lớn với gió mạnh và mưa kéo dài đã ngăn cản chiếc máy bay theo dõi hạm đội. Vào ngày hôm sau, các tàu ngầm S-40, Pickerel, Porpoise, Saury, Spearfish và Sturgeon của Hải quân Hoa Kỳ được lệnh đánh chặn hạm đội. Sau đó, chúng được tham gia bởi các tàu ngầm Hà Lan K-XIV và K-XVIII. Sturgeon đã bắn nhiều ngư lôi vào đoàn tàu vận tải và báo cáo đã đánh chìm 3 tàu. Tuy nhiên, hồ sơ sau chiến tranh không xác nhận bất kỳ thiệt hại nào đối với đoàn tàu vận tải.
Vào ngày 23 tháng 1, một thuỷ phi cơ PBY Catalina của Mỹ thuộc Phi đội Tuần tra 10 đã phát hiện ra hạm đội lúc 12:20 và theo dõi nó trong một giờ. Từ 16:25, có tới 3 đợt máy bay ném bom Martin B-10 của Hà Lan (tổng cộng 19 chiếc) được hộ tống bởi 12 chiếc Brewster Buffalo đã tấn công hạm đội. Đợt thứ nhất và thứ hai không trúng đích, và nhiều người buộc phải quay trở lại do thời tiết xấu. Trong đợt thứ ba, máy bay Hà Lan đã tấn công Kawakaze trong gang tấc, làm hư hại nhẹ tàu vận tải Tatsugami Maru, và đánh chìm tàu vận tải Nana Maru, với cái giá phải trả là một máy bay ném bom Martin bị bắn rơi.
Bất chấp những cuộc tấn công này, lúc 22:30, quân Nhật bắt đầu đổ bộ lên Balikpapan khi Đơn vị Đột kích của Đại tá Kanauji lên bờ và băng qua vịnh để đổ bộ phía sau tuyến phòng thủ của van den Hoogenband. Sau đó vào lúc 01:40 ngày 24 tháng 1, Đơn vị Chiếm giữ Sân bay và Đơn vị Tấn công của Tướng Sakaguchi lên tàu đổ bộ và cũng bắt đầu đi đến các bãi biển.

### Lực lượng đổ bộ tham chiến (23-25 tháng 1)
Khoảng nửa đêm, các bản báo cáo đến tay van den Hoogenband về sự di chuyển của tàu thuyền ở vịnh Balikpapan, hướng tới vị trí Klandasan. Khói dày đặc từ các cơ sở đang cháy khiến đèn pha Hà Lan gặp khó khăn trong việc quan sát mặt nước phía trước họ, cho phép Đơn vị Đột kích của Kanauji đi thuyền mà không bị cản trở vào sông Wain phía sau phòng tuyến của Hà Lan. Một đội tuần tra Hà Lan nhanh chóng báo cáo việc di chuyển này cho van den Hoogenband, người đã ra lệnh cho Đại đội 2 bảo vệ các khẩu pháo 120 mm của Hà Lan và gửi xe thiết giáp overvalwagen để tuần tra và báo cáo cho bất kỳ hoạt động nào của quân địch trên tuyến đường rút lui nội địa của họ. Vào lúc 03:30 ngày 24, Đơn vị Đột kích tiến vào cửa sông Wain, nơi họ được chào đón bởi 2 sĩ quan cảnh sát Indo hướng dẫn họ vào đất liền.
Vào lúc bình minh, Đại đội 2 báo cáo rằng họ đã ngăn chặn được Kanauji đến Balikpapan và đe doạ đến tuyến đường rút lui của họ. Tuy nhiên, vào lúc 06:30, van den Hoogenband nhận được báo cáo về việc quân Nhật tiến về phía đông về phía phòng tuyến của họ, và đến 07:00, quân Nhật đã đến gần vị trí Klandasan. Với rất ít dự bị trong tay, van den Hoogenband suy nghĩ về việc quyết định có nên củng cố vị trí Klandasan, hay cố gắng đột phá qua Đơn vị Đột kích và rút lui vào trong đất liền. Vì có rất ít giá trị trong việc bảo vệ một thành phố đổ nát, van den Hoogenband đã quyết định chọn cách thứ hai. Ông thông báo cho Tổng hành dinh ở Bandung về quyết định của mình và ra lệnh cho quân của mình phá huỷ súng ống, đèn pha và đài phát thanh và tăng cường phòng thủ phía sau cho cuộc đột phá.
Đại đội 2 lúc này được lệnh tiến hành tấn công, đánh chiếm và giữ trạm bơm sông Wain để cho phép các lực lượng còn lại rút lui. Sau đó, mặc dù không có báo cáo nào từ họ, van den Hoogenband có ấn tượng rằng Đại đội 2 đã giữ được trạm bơm và các cuộc tuần tra overvalwagen đã giữ cho các tuyến đường rút lui an toàn khỏi quân Nhật. Lúc 09:00, ông tập hợp quân đội của mình và gia đình của họ, tất cả 700 người trong khoảng 100 xe tải và các phương tiện khác. Bị dẫn dắt bởi overvalwagen, họ bắt đầu cuộc tấn công đột phá vào đất liền và rút lui về Batoehampar (Batu Ampar).
Lực lượng của Kanauji cuối cùng đổ bộ lúc 17:30 ngày hôm đó. Vào ngày 25, Đơn vị Đột kích tách ra, với một phần tử tiến lên để chiếm trạm bơm, một phần tử khác tiến về phía Balikpapan, và phần còn lại của lực lượng chính di chuyển lên trên con đường giữa Batu Ampar và Balikpapan. Lúc 14:40, khi lực lượng chính tiến vào Batu Ampar, họ đã đánh bại một lực lượng Hà Lan (không rõ, Đại đội 2 hoặc một phần đội quân của van den Hoogenband) và bắt họ làm tù binh, cắt đứt hiệu quả mọi đường rút lui vào đất liền.
Trước đó, vào lúc 02:40 ngày 24, các đơn vị chiếm giữ và tấn công sân bay đã hạ cánh mà không gặp bất kỳ sự kháng cự nào và đến rạng sáng, họ đã chiếm được sân bay và các cây cầu. Mặc dù quân đội của van den Hoogenband đã phá huỷ các cây cầu trên con đường ven biển, quân đội của Yamamoto đã đến được đầu phía bắc của Balikpapan vào ban đêm. Đến 04:00 ngày 25, Đơn vị Tấn công tiến vào Balikpapan mà không gặp phải sự kháng cự nào. Sau khi màn đêm buông xuống, Đơn vị Đột kích đã liên kết được với Đơn vị Tấn công khi họ tiến vào thành phố, và với nó, Balikpapan đã nằm trong tay người Nhật.

### Hải quân tham chiến (24 tháng 1)
Khi các lực lượng Nhật Bản lên tàu đổ bộ và tiến đến Balikpapan, tàu ngầm Hà Lan HNLMS K-XVIII, dưới quyền chỉ huy của Thiếu tá hải quân Carel A.J. van Well Groeneveld đã chạm trán với đoàn tàu vận tải đổ bộ Balikpapan. Lúc 00:35, van Well Groenveld bắn 3 ngư lôi vào thứ mà ông báo cáo là một "khu trục hạm 1,400 tấn", thực ra là tuần dương hạm Naka. Sau khi tất cả các quả ngư lôi bắn trượt Naka, chiếc tàu ngầm đã bắn một quả ngư lôi khác đánh trúng và đánh chìm tàu vận tải Tsuruga Maru trong khoảng thời gian từ 00:40 đến 00:45, khiến một thuỷ thủ đoàn và 39 binh lính của Biệt đội Sakaguchi bị bắn hạ.
Khi Naka và Chi đội Khu trục hạm 4 rời đoàn tàu vận tải để săn lùng K-XVIII, chúng mở đường cho Hải đoàn Khu trục hạm 59 Hoa Kỳ tấn công đoàn tàu vận tải hiện không được bảo vệ. Đô đốc Thomas Hart, tư lệnh Hạm đội Á châu Hoa Kỳ, đã tập hợp một lực lượng tấn công (Lực lượng Đặc nhiệm 5) khởi hành từ vịnh Koepang (Kupang), Timor vào ngày 20 tháng 1. Dưới quyền chỉ huy của Đô đốc William Glassford và Paul Talbot, nó bao gồm các tuần dương hạm Boise và Marblehead cùng các khu trục hạm John D. Ford, Pope, Parrott, Paul Jones, Pillsbury, và Bulmer. Glassford phục vụ như là chỉ huy trưởng, trong khi Talbot dẫn đầu các khu trục hạm.
Vào thời điểm đó, Marblehead chỉ có một turbin còn hoạt động, giới hạn tốc độ của nó ở mức 15 hải lý. Vào ngày 21 tháng 1, Boise đâm vào một rạn san hô chưa được khám phá ngoài khơi đảo Kelapa ở eo biển Sape gây ra một vết nứt dài 120 ft trong lườn tàu bên mạn trái của con tàu. Cùng với Marblehead, 2 tuần dương hạm buộc phải rút lui về vịnh Waworada dưới sự hộ tống của Bulmer và Pillsbury. Từ đây, Boise và Pillsbury quay trở lại Tjilatjap (Cilacap), trong khi Marblehead và Bulmer di chuyển về phía Surabaya. 4 khu trục hạm còn lại dưới quyền chỉ huy của Tư lệnh Talbot tiếp tục hướng về Balikpapan.
Để duy trì yếu tố bất ngờ, Talbot ra lệnh cho các khu trục hạm của mình sử dụng ngư lôi làm vũ khí tấn công chính trong đêm đó và chỉ bắn pháo khi chúng đã hết. Được dẫn đường bởi xác tàu Nana Maru và đám cháy dữ dội của Balikpapan, Lực lượng Đặc nhiệm 5 tiến vào eo biển Makassar ngay sau nửa đêm ngày 24 tháng 1. Lúc 02:35, chúng chạy thẳng vào đường đi của tuần dương hạm Naka và 4 khu trục hạm. Một trong những khu trục hạm báo hiệu một thách thức, nhưng không có câu trả lời nào từ các tàu của Talbot. Gỉa sử rằng chúng là những con tàu thân thiện, các khu trục hạm Nhật Bản đã vượt qua Lực lượng Đặc nhiệm 5 mà không gây ra bất kỳ báo động nào.
Mười phút sau, Talbot phát hiện ham đội vận tải Nhật Bản, bị che khuất bởi ánh lửa từ các mỏ dầu đang bốc cháy trước mặt họ và được bảo vệ bởi 3 tàu tuần tra, 4 tàu quét mìn và 4 tàu săn ngầm. Lúc 02:57, W-15 phát hiện các khu trục hạm, nhưng cho rằng đó là Naka. Parrott, tiếp nối bởi John D. Ford và Paul Jones, đã bắn tổng cộng 7 quả ngư lôi vào chiếc tàu quét mìn, nhưng tất cả đều bị trượt do góc bắn kém. Khi chúng đi đến đầu phía bắc của hạm đội vận tải, Parrott đã bắn 3 quả ngư lôi vào lúc 03:00, đánh trúng Sumanoura Maru và gây ra một vụ nổ lớn đánh chìm con tàu, vì nó đang mang theo mìn sâu và mìn vào lúc đó.
Không lâu sau đó, W-15 báo động cho Đô đốc Nishimura rằng hạm đội vận tải đang bị tấn công. Bất chấp báo động, ông từ chối tin rằng tàu địch có thể xâm nhập vào nơi neo đậu và cho rằng cuộc tấn công phải đến từ K-XVIII. Giữa sự hỗn loạn mới được tạo ra, Pope, Parrott và Paul Jones đã bắn tổng cộng 10 quả ngư lôi vào lúc 03:06, một trong số đó đánh trúng Tatsugami Maru. Kết hợp với thiệt hại từ cuộc không kích của Hà Lan vào ngày hôm trước, con tàu chở đầy đạn dược đã phát nổ và chìm 30 phút sau đó. Talbot sau đó quay Lực lượng Đặc nhiệm 5 về phía nam lúc 03:14, nhằm tấn công vào đầu phía nam của hạm đội.
5 phút sau, Pope và Parrott bắn 5 quả ngư lôi vào thứ mà họ cho là một khu trục hạm, nhưng thực ra là tàu tuần tra P-37. Chiếc khu trục hạm cũ trong Thế chiến 1 đã trúng 3 quả ngư lôi làm hư hại nặng con tàu và giết chết 35 thuỷ thủ đoàn. John D. Ford và Paul Jones tiếp nối bằng một cuộc tấn công vào Kuretake Maru, nhưng nó đã tránh được 2 quả ngư lôi đầu tiên. Một quả ngư lôi thứ hai từ Paul Jones sau đó đánh trúng giữa tàu và chiếc tàu vận tải nhanh chóng bị chìm. Pope, Parrott, và Paul Jones lúc này ra hiệu cho Talbot rằng họ đã sử dụng tất cả ngư lôi của mình, và ông cho phép họ sử dụng pháo 4 inch trên các tàu vận tải.
Tuy nhiên, vào lúc này, đội hình của Lực lượng Đặc nhiệm 5 bắt đầu tan rã. John D. Ford đi theo hướng tây bắc lúc 03:35, ngay sau đó Pope. John D. Ford sau đó bắn 2 quả ngư lôi cuối cùng vào xác tàu đắm Tsuruga Maru, trước khi tấn công đồng thời Kumagawa Maru và Asahisan Maru. Đạn pháo từ pháo 4 inch và súng máy cỡ nòng 50 đã bắn thủng cả hai con tàu, giết chết 6 thuỷ thủ đoàn của Kumagawa Maru và 50 người của Asahisan Maru. Tuy nhiên, khi nó làm như vậy, một quả đạn pháo đã bắn trúng phía sau John D. Ford vào lúc 03:47, làm bị thương 4 thành viên thuỷ thủ đoàn. Để tránh mắc cạn trong vùng nước cạn, chỉ huy khu trục hạm, Trung tá hải quân Jacob D. Cooper, quay đầu sang mạn trái và quay trở lại để đuổi kịp phần còn lại của Lực lượng Đặc nhiệm 5, vốn đang di chuyển ra khỏi vịnh Balikpapan. John D. Ford chỉ đuổi kịp được phần còn lại của Lực lượng Đặc nhiệm 5 lúc 06:42, khi Talbot ra lệnh treo cờ tín hiệu trên chiếc khu trục hạm: WELL DONE.
Đến lúc đó, Đô đốc Nishimura và Chi Hạm đội 4 vẫn đang trên một cuộc rượt đuổi ngỗng hoang dã của K-XVIII cách đó gần 6 đến 7 km (3 đến 4 dặm). Mãi đến 05:20, cuối cùng ông mới ra lệnh cho Hải đoàn Khu trục hạm 9 cắt đứt lối thoát của Lực lượng Đặc nhiệm 5. Tuy nhiên, vì không ai trong số họ biết được các tàu chiến Mỹ đang ở đâu, Nishimura cuối cùng đã ra lệnh cho các khu trục hạm của Hải đoàn 9 tiếp tục nhiệm vụ trước đó. Khi soái hạm Naka của ông đi vào nơi neo đậu để xác định tình trạng của các tàu vận tải, nó được tách khỏi Hải đoàn 9 và gia nhập trở lại lực lượng vận tải một mình.

### Rút lui về Samarinda II (24 tháng 1-6 tháng 2)
Khi đến Batu Ampar, van den Hoogenband nhận ra rằng quân Nhật đã chiếm các điểm phòng thủ dẫn vào trạm bơm. Lực lượng của ông bây giờ phải rút lui qua các trại sơ tán, trên đó hàng trăm phụ nữ và trẻ em, chủ yếu là gia đình của binh lính Indo, tham gia vào đội quân của ông. Vào ngày 25 tháng 1, họ nhận được báo cáo rằng trạm bơm sông Wain đã nằm dưới quyền kiểm soát của Nhật Bản.
Xét thấy quân đội của mình đã quá mệt mỏi, van den Hoogenband đã kiềm chế không tấn công trạm bơm và thuyết phục phụ nữ và trẻ em quay trở lại Balikpapan, vì có cơ hội tốt hơn để có được lương thực thực phẩm. Một phần trong số họ đã quay trở lại trại sơ tán, trong khi những người khác ở lại kampung (làng) xung quanh sông Wain. 500 binh sĩ còn lại tiếp tục rút lui về phía bắc.
Trong suốt cuộc rút lui, quân đội Hà Lan gặp khó khăn trong việc bổ sung trang thiết bị và cung cấp lương thực thực phẩm, vì hầu hết các kho lương thực thực phẩm đã bị quân Nhật chiếm giữ. Mãi cho đến khi họ đến được con đường giữa Mentawir và Semoi, họ mới tìm được kho gạo trong một trại lao động. Vào ngày 3 tháng 2, đội quân đã đến kampung Boeat (Buat), nơi họ có được nhiều nguồn cung cấp hơn, cũng như thông tin tình báo bổ sung. Các quan chức địa phương thông báo cho van den Hoogenband rằng quân Nhật đã chiếm thành phố Samarinda cùng ngày hôm đó, nhưng sân bay Samarinda II vẫn nằm dưới sự kiểm soát của Hà Lan.
Theo lời khuyên của các quan chức, đội quân Hà Lan bây giờ rút lui vào Kota Bangoen (Kota Bangun), nơi có các tàu vận tải có thể đưa họ dọc theo sông Mahakam vào Samarinda II. Những người bệnh từ đội quân được di chuyển bằng thuyền gỗ (perahu) trực tiếp từ Buat xuôi dòng đến Mahakam. Sau 3 ngày hành quân, van den Hoogenband và 200 binh sĩ đến Kota Bangun vào ngày 5 tháng 2 và đến Samarinda II vào ngày hôm sau. Từ ngày 7 đến ngày 8 tháng 2, họ được đưa đến Java, mặc dù một số lính bộ binh từ đội quân cuối cùng đã tăng cường cho đơn vị đồn trú bảo vệ sân bay.

### Các cuộc không kích vào Balikpapan của Đồng minh (24-30 tháng 1)

#### 24 tháng 1
Trong và sau khi chiếm đóng Balikpapan, Không quân ABDA, chủ yếu là Hà Lan, tiến hành các cuộc không kích hàng ngày từ sân bay Samarinda II để quấy rối, nếu không muốn nói là đánh bật quân đội Nhật Bản. Vào ngày 24 tháng 1, đợt không kích đầu tiên nhắm vào quân Nhật bắt đầu vào lúc 07:15, bao gồm 10 máy bay ném bom Martin B-10 thuộc Phi đội 1-VLG-I được hộ tống bởi 14 chiếc Buffalo thuộc các Phi đội 1-VLG-V và 2-VLG-V. Bất chấp hoả lực phòng không dữ dội của Nhật Bản, không có máy bay Hà Lan nào bị bắn rơi. Các phi công Hà Lan tuyên bố rằng họ đã đánh chìm một tàn vận tải, làm hư hại một chiếc khác và tấn công khu trục hạm Kawakaze một lần nữa. Tuy nhiên, các báo cáo của Nhật Bản cho thấy cuộc tấn công đã không làm hư hại hoặc đánh chìm một con tàu nào.
Vào khoảng 08:00, 3 chiếc Zero của Hải quân Nhật Bản hoạt động ngoài khơi Tarakan tiến hành một cuộc bắn phá xuống sân bay Samarinda II. Một chiếc KNILM DC-3 với 3 người sơ tán BPM trên máy bay đã bị mắc kẹt nhưng đã tìm cách rơi xuống rừng rậm. Một nhóm người Dayak và một nhà truyền giáo sau đó đã cứu họ, mặc dù một trong những người sơ tán BPM đã chết vì vết thương trước đó. Hoả lực phòng không của Hà Lan từ sân bay đã bắn rơi một chiếc Zero còn nguyên vẹn, do đó cho phép lực lượng Hà Lan có được thông tin về điểm mạnh và điểm yếu của chiếc máy bay tiêm kích.
Từ 09:00 đến 09:50, 8 chiếc B-17 Flying Fortresses thuộc Liên đội Ném bom 7 và 19 Hoa Kỳ khởi hành từ Malang đã tấn công các con tàu đang thả neo. Những chiếc B-17 đã bắn rơi 2 chiếc Zero đánh chặn đội hình, với cái giá phải trả là 3 máy bay ném bom bị hư hại nhẹ và không có phát bắn trúng nào. Cuối buổi chiều, 14 chiếc Buffalos thuộc Phi đội 1-VLG-V theo sau là 10 chiếc Martin B-10 bay từ Samarinda II để trinh sát và bắn phá các vị trí của quân Nhật. Những đám mây dày đặc và hoả lực phòng không Nhật Bản đã phân tán đội hình và cuộc tấn công không bắn trúng mục tiêu nào, nhưng chúng đã bắn rơi được 2 máy bay trinh sát Mitsubishi F1M 'Pete'. Khi đợt tấn công đổ bộ lúc 15:30, 6 chiếc Zero và 1 chiếc Bab đã bắt được chúng trong một cuộc đột kích thứ hai. 3 chiếc Zero đã bắn phá và phá huỷ 3 chiếc Martin B-10. 3 chiếc Buffalo thuộc Phi đội 1-VLG-V đã cố gắng đánh bật các máy bay tiêm kích, nhưng những chiếc Zero đã bắn rơi 2 chiếc trong số đó. Một chiếc Zero cuối cùng bị hư hại nặng do hoả lực phòng không và rơi xuống biển.

#### 25 tháng 1
Vào ngày hôm sau, cuộc tấn công bắt đầu với việc bố trí 9 chiếc Martin B-10 thuộc Phi đội 1-VLG-I. Một lần nữa, thời tiết xấu đã làm phân tán đội hình. Khi các máy bay ném bom đi đến Balikpapan lúc 08:00, chúng ngay lập tức đối đầu với 4 chiếc Zero. Trong một trận không chiến kéo dài 25 phút, những chiếc Zero đã bắn rơi một chiếc Martin và làm hư hại 3 chiếc khác, trong khi mất một chiếc do hoả lực phòng thủ của máy bay ném bom. Các máy bay ném bom còn lại sau đó được chuyển đến sân bay Oelin ở Banjarmasin.
Người Hà Lan cũng gửi 6 chiếc Buffalo thuộc Phi đội 2-VLG-V để trinh sát vũ trang xung quanh Balikpapan. Chuyến bay không mang lại kết quả vì các lớp khói dày đặc và mưa dày đặc che khuất tầm nhìn của phi công. Ngay sau khi Buffalo quay trở lại vào khoảng 09:30, 27 máy bay ném bom Mitsubishi G4M 'Betty' đã bắn phá Samarinda II từ độ cao 21,000 ft (6,500 m), khiến chúng không thể chọc thủng hệ thống phòng không của Hà Lan. 3 chiếc Buffalo cất cánh và cố gắng đánh chặn chúng, nhưng chúng không gây hư hại hay bắn rơi bất kỳ máy bay ném bom nào. Cuộc đột kích khiến đường băng của Samarinda II không thể sử dụng được một phần và làm hư hại 2 chiếc Buffalo. Sau đó lúc 15:30, 4 chiếc Zero và 1 chiếc Bab bắn phá sân bay và tiêu diệt một chiếc Martin và một chiếc Buffalo.
Người Mỹ tiếp nối cuộc tấn công này bằng cách gửi 8 chiếc B-17 thuộc Liên đội Ném bom 7 và 19 lúc 11:00. Thời tiết xấu buộc 4 chiếc phải quay trở lại Malang trên đường đi, với 3 trong số 4 chiếc cuối cùng đã hạ cánh khẩn cấp lên bãi biển của đảo Madura do thiếu nhiên liệu. Gặp số phận tương tự như những chiếc máy bay Hà Lan trước đó, những chiếc Flying Fortresses còn lại nhanh chóng bị những chiếc Zero đánh chặn. Hệ thống phòng thủ của B-17 đã bắn rơi được 2 chiếc trong số đó, nhưng một trong 4 chiếc B-17 bị hư hại nặng đến nỗi nó phải hạ cánh khẩn cấp xuống Oelin. Đến cuối ngày, các cuộc tấn công không gây ra bất kỳ thiệt hại hay tổn thất nào cho hạm đội Nhật.

#### 27 tháng 1
Cuộc đột kích tiếp theo diễn ra hai ngày sau đó, vì mây che phủ dày đặc đã ngăn cản cả Nhật Bản và Đồng minh tiến hành bất kỳ một cuộc tấn công nào. Trước đó, ML-KNIL đã rút phần lớn những chiếc Martin B-10 và Buffalo của họ khỏi Borneo từ ngày 25 đến ngày 27 tháng 1, vì phát hiện Samarinda II đã trơ nên vô dụng. Những chiếc Martin được rút về Makassar vào ngày 25 tháng 1, từ đón chúng bay đến Bandoeng (Bandung) vào ngày hôm sau. Mặt khác, Buffalo rút lui về Banjarmasin trước khi bay đến Surabaya. Vào ngày 26 tháng 1, Bộ Tư lệnh ABDAIR ra lệnh cho ML-KNIL và Bộ Chỉ huy ném bom 5 của Không lực Hoa Kỳ tiếp tục các cuộc ném bom xuống Balikpapan. Vào ngày 27, Liên đội 7 và 19 gửi 6 chiếc Flying Fortresses từ Malang. Cho dù một trong số chúng phải quay trở lại do thời tiết xấu, lúc 13:00, các máy bay ném bom đã bắn trúng chiếc tàu chở thuỷ phi cơ Sanuki Maru, buộc nó phải rút lui về eo biển Makassar.
Cùng lúc đó, 6 chiếc Zero và một chiếc Bab từ Tarakan không kích hạm đội Martin B-10 tại Oelin vẫn được giao nhiệm vụ tiếp tục các cuộc tấn công lên Balikpapan. Những nỗ lực của Hà Lan nhằm bắn hạ những kẻ đột kích bằng súng máy Lewis và trung liên của họ đã thất bại, và tất cả 6 chiếc Martin của Phi đội 3-VLG-III đều bị tiêu diệt. Ngoài ra, 3 chiếc Martin khác của Phi đội 1-VLG-I cũng bị hư hại nặng. Do sự tổn thất này, ABDAIR chỉ có thể phụ thuộc vào người Mỹ và các máy bay ném bom hạng nặng của họ tiếp tục nhiệm vụ.

#### 29 tháng 1
Hai ngày sau, 5 chiếc Flying Fortresses thực hiện một cuộc tấn công khác vào hạm đội Nhật Bản. Một trong những chiếc máy bay ném bom quay trở lại trên đường đi, trong khi 4 chiếc còn lại bị 13 chiếc Zero tấn công trong 30 phút trên bầu trời Balikpapan. Một chiếc B-17 bị rơi trên chuyến bay trở về do hư hại. Người Mỹ tin rằng họ đã bắn hạ được 6 chiếc Zero, nhưng hồ sơ của Nhật Bản chỉ ra rằng chỉ có một chiếc bị bắn hạ, và một chiếc khác bị hư hại khi hạ cánh xuống sân bay Manggar.

#### 30 tháng 1
Một ngày sau đó, Liên đội Ném bom 19 tiến hành hai cuộc không kích riêng biệt, cả hai đều không gây ra bất kỳ thiệt hại nào. Cuộc không kích đầu tiên trong ngày của 3 chiếc B-17 đã không thành công, vì cả 3 máy bay ném bom phải quay trở lại trên đường đi do thời tiết xấu và hỏng động cơ. Cuối đêm hôm đó, 2 máy bay ném bom LB-30 đã tấn công từng hạm đội, cách nhau khoảng một giờ, nhưng không có kết quả. Cuộc tấn công ban đêm này là nỗ lực cuối cùng của Đồng minh nhằm ngăn chặn bước tiến của hạm đội Nhật Bản trong bối cảnh trận Balikpapan.

## Kết quả
Sau khi hoàn thành việc chiếm đóng khu vực đô thị của Balikpapan vào ngày hôm trước, Biệt đội Sakaguchi bắt đầu càn quét mọi sự kháng cự còn lại của Hà Lan và thiết lập sân bay Manggar vào ngày 26 tháng 1. Mặc dù người Hà Lan đã phá huỷ hoàn toàn các nhà máy lọc dầu và các cơ sở hỗ trợ khác, các chi tiết phòng thủ của Nhật Bản đã cố gắng sửa chữa các mỏ dầu và giữ cho chúng hoạt động từ tháng 6 năm 1942 đến tháng 8 năm 1943, khi các cuộc không kích đầu tiên của Đồng minh bắt đầu bắn phá chúng một lần nữa. Với chỉ số octan cao, nhà máy lọc dầu Balikpapan đã được sử dụng rất nhiều để hỗ trợ các hoạt động quân sự của Nhật Bản tại Mặt trận Tây Nam Thái Bình Dương. Sân bay Manggar được sửa chữa vào ngày 27 tháng 1 và vào ngày hôm sau, 9 chiếc Zero của Chi đội Không quân 23 đã hạ cánh xuống đây, và nó được thành lập tổng hành dinh tại sân bay vào ngày 30. Biệt đội Sakaguchi cũng đặt lực lượng chính và thành lập một chính quyền quân sự trong thành phố.

### Thương vong
Tổng cộng, tổn thất của Biệt đội Sakaguchi trong chiến dịch là 8 người chết trên đất liền và 39 người trên biển (khi Tsuruga Maru bị đánh chìm). Đối với Hải quân Nhật Bản, ít nhất 121 thuỷ thủ thiệt mạng. Tổng cộng, tổn thất vật chất của Nhật Bản là (khung trình bày hàng hoá của tàu):
Bị đánh chìm:
- Nana Maru (tàu chở dầu)
- Tsuruga Maru (Sở chỉ huy Tiểu đoàn Pháo Dã chiến, một khẩu đội pháo dã chiến, Sở chỉ huy Tiểu đoàn Phòng không, một khẩu đội phòng không, đơn vị quân y)
- Sumanoura Maru (mìn và mìn sâu)
- Tatsugami Maru (Đạn dược)
- Kuretake Maru (Sở chỉ huy Tiểu đoàn 3, Đại đội 12, Đại đội Súng máy 3)

Bị hư hại nặng:
- Tàu tuần tra P-37
- Asahisan Maru

Bị hư hại nhẹ:
- Kumagawa Maru
- Sanuki Maru

Trong số 1,100 quân phòng thủ Hà Lan, chỉ có 200 người đến được Samarinda II vào ngày 6 tháng 2, nơi phần lớn trong số họ đã được sơ tán đến Java.

### Phân tích
Trong trận hải chiến, Lực lượng Đặc nhiệm 5 đã tiêu hao 48 ngư lôi, nhưng chỉ đánh chìm được 4 trong số 12 tàu vận tải với 7 phát trúng đích được xác nhận (tỷ lệ thành công 15%). Hiệu suất kém này chủ yếu là do ngư lôi Mark 15 không đánh tin cậy có xu hướng chạy sâu hơn so với đặt hoặc trở nên ngu ngốc khi bắn trúng mục tiêu. Chỉ huy Talbot cũng bị chỉ trích vì tấn công các tàu vận tải ở tốc độ cao, điều này có thể làm giảm độ chính xác của ngư lôi, vốn được vận hành bởi các thuỷ thủ đoàn thiếu kinh nghiệm.
Mặc dù trận chiến không có bất kỳ tác dụng nào trong việc ngăn chặn việc chiếm đóng Balikpapan, nhưng đây vẫn là trận chiến trên mặt nước đầu tiên ở Đông Nam Á mà Hải quân Mỹ tham gia kể từ Trận chiến vịnh Manila năm 1898. Thành công của nó đã giúp thúc đẩy tinh thần của người Mỹ và cho người Hà Lan biết rằng đồng minh của họ không né tránh một cuộc chiến nào. Balikpapan vẫn nằm dưới sự kiểm soát của người Nhật cho đến thánh 7 năm 1945, khi thành phố được giải phóng bởi quân đội Úc.